# Laigueglia
Laigueglia är en ort och kommun i provinsen Savona i regionen Ligurien i Italien. Kommunen hade 1 778 invånare (2018).